# Edermünde
Edermünde település Németországban, Hessen tartományban. Lakosainak száma 7405 fő (2023. december 31.).

## Népesség
A település népességének változása:
| Lakosok száma | 7218 | 7370 | 7318 | 7367 | 7442 | 7405 |
|               | 2015 | 2017 | 2019 | 2021 | 2022 | 2023 |